# Вулиця Ярослава Остапчука (Звягель)
Ву́лиця Ярослава Остапчука — вулиця в мікрорайоні житлової забудови «Кар'єр» в південній частині міста Звягель протяжністю 1245 м. Починається за залізничним переїздом гілки Південно-Західної залізниці, яка з'єднує місто з обласним центром — містом Житомир. Розташована на автошляху Т 0612, який веде до міста Баранівка Житомирської області.

## Історія
Вулиця спроектована та почала забудовуватися в 70-і роки XX століття. Тип забудови — одноповерхова, садибна.
2007 року проїзна частина вулиці передана з власності територіальної громади Звягеля у державну власність.

## Походження назви
Попередня назва вулиці — Баранівська. Знаходилась у межах селища кам'янодробильного заводу. Рішенням міськвиконкому № 356 від 1 серпня 1969 року це селище було прийнято до меж міста. Тоді ж нову назву отримала й вулиця на честь генерал-майора танкових військ Потапова Михайла Івановича, командувача 5-ю армією Південно-Західного фронту, війська якої захищали Житомирщину у перші місяці німецько-радянської війни у 1941 році.
З 2022 року вулиця носить ім'я Ярослава Остапчука.

## Установи
- № 7 — райспоживспілка[7]
- № 9 — ДП «Новоград-Волинський лісгосп АПК»[7]
- № 36 — філія «Новоград-Волинський райавтодор»[7]
- МПТВП «Райдуга»
- заклади дозвілля та громадського харчування